# Distrito de Blenio
El distrito de Blenio es uno de los ocho distritos del cantón del Tesino, tiene una superficie de 360,9 km² y una población de 5.672 habitantes a finales de 2007. La capital distrital es Acquarossa.

## Geografía
El distrito de Blenio se encuentra ubicado en el extremo noreste del cantón. Limita al norte y noreste con la región de Surselva (GR), al este con las regiones de Viamala (GR) y Moesa (GR), al sur con Riviera, y al oeste con Leventina.

## Historia
Durante la Alta Edad Media, Blenio hizo parte del condado de Stazzona, luego de que fuera donado por el obispo Atton de Verceil en 984, pasa bajo la jurisdicción de los canónigos de la catedral de Milán. En los siglos XII y XIII debido a la importancia estratégica del paso de Lucomagno, la zona fue sometida durante períodos breves al poder directo del emperador germánico. En 1342, el concejo cede el valle a los Visconti, que la feudalizarían a los Pepoli de Bolonia (1356). En 1402, los habitantes de Blenio se liberaron de la dominación de los Pepoli. Estos últimos serían remplazados por los Sacco (o Sax-Misox), pero la derrota sufrida frente a los confederados suizos en la batalla de Arbedo (1422), pondría fin a la señoría y Blenio volvería temporalmente a manos de los Visconti. Luego, el valle pasa bajo la jurisdicción de los Sforza y de la familia de Bentivoglio de Bolonie (1450). Luego de haber sido sacados en 1402, los Pepoli habían comenzado un proceso contra el valle, con el fin de obtener una indemnización; la causa, seguida por los Bentivoglio, concluyó en 1457 con la compra de los privilegios feudales, con excepción de los derechos del duque de Milán y del impuesto debido a los canónigos. 
Blenio pasó a manos suizas en 1495 cuando los habitantes juraron fidelidad a los ocupantes uranos; en 1503, la paz de Arona da el valle a Uri, Schwyz y Nidwalden, que lo conservarían como bailía común hasta 1798. Durante la República Helvética, Blenio hizo parte del cantón de Bellinzona; con el acta de mediación (1803), Blenio se convirtió en distrito del recién formado cantón del Tesino. Blenio tuvo una independencia parcial y una pequeña presión fiscal durante los gobiernos canónigos y suizos; las comunas conservaron sus costumbres y una cierta autonomía en su organización. Las cuestiones concernientes con el valle eran arregladas por un parlamento general y los concejos locales. Los canónigos estaban representados por un podestrato, llamado igualmente vicario o rector. Los tres cantones por su parte enviaban un gobernador o baile, elegido a su vez por la Landsgemeinde de uno de los tres cantones, nombrado por dos años; sus poderes eran primordialmente de orden administrativo y judicial. 
El distrito estaba dividido en tres circunscripciones de carácter fiscal y electoral, llamadas fagie, las cuales corresponden más o menos a los círculos actuales. El valle, que conserva aún el rito ambrosiano, hizo parte de la diócesis de Milán hasta 1888, año en la que fue constituida la diócesis de Lugano.

### Notas

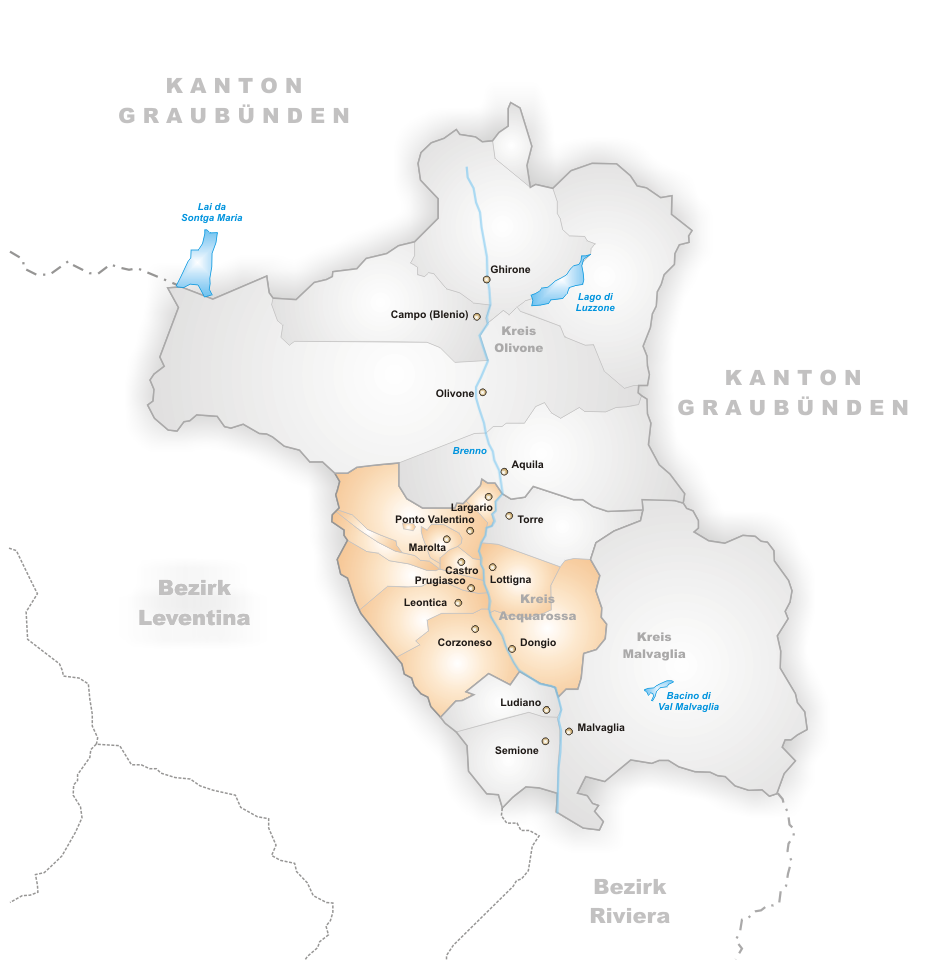
Mapa del distrito en 2003
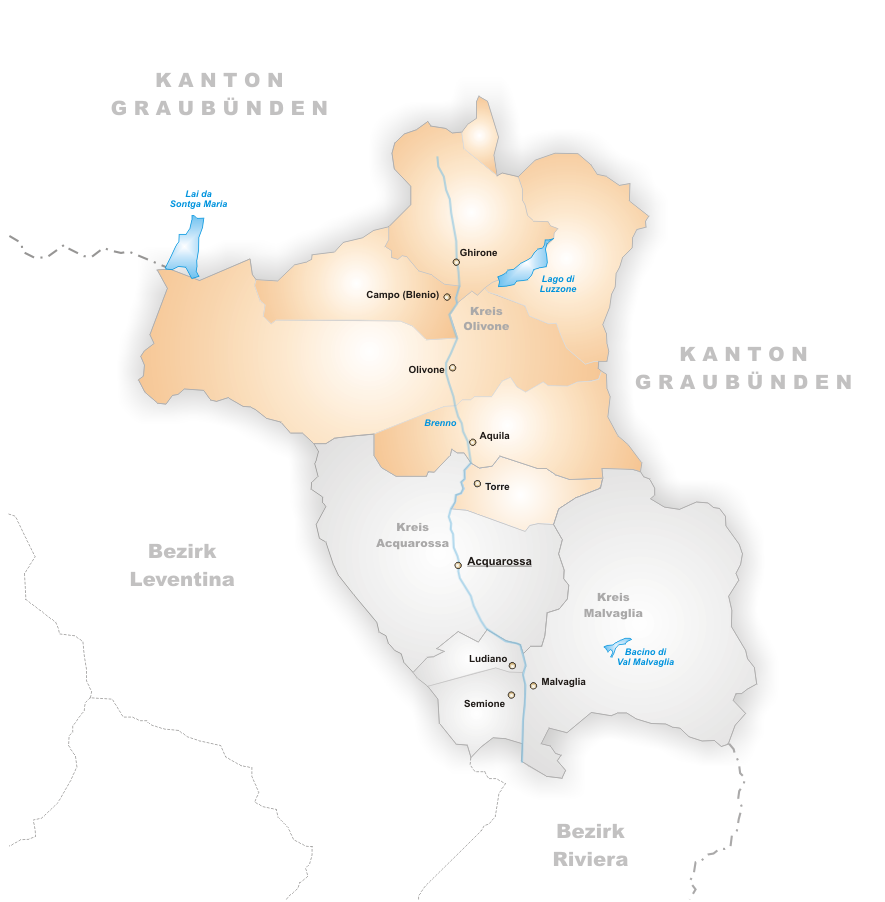
Mapa del distrito en 2006

## Comunas
| Acquarossa¹ | 1849 | 61,7 |

| Ludiano   | 370  | 6,2  |
| Malvaglia | 1285 | 80,3 |
| Semione   | 355  | 10,5 |

| Blenio² | 1813 | 263,9 |